# Halász Sándor (újságíró)
Halász Sándor (Szatmárnémeti, 1892. június 2. – Bukarest, 1976. február 5.) erdélyi magyar újságíró.

## Életpályája
Középiskolát szülővárosában, egyetemi tanulmányokat Budapesten és Berlinben végzett, jogi doktorátust szerezve. Ügyvéd, a Szamos munkatársa, majd a szatmári Szabadsajtó Könyvnyomda és Lapkiadó Rt. igazgatója (1922–29); ez a cég adta ki Benedek Elek Cimbora című gyermeklapját. A Brassói Lapok közgazdasági szerkesztője (1932–40). A Korunk hasábjain liberális alapról szállt szembe a baloldallal (1939). A második világháború után vállalati főkönyvelő Bukarestben.

## Kötetei
- Az ezeregyedik Bábel (regény, Héti Sándor írói névvel. Ajándék regénytár, Brassó 1933);
- Abesszínia a világpolitika ütközőpontjában (politikai tanulmány, Brassó 1935);
- Amíg a búzából pénz lesz (A világpiaci búzaár kialakulásának rejtélyei. Hasznos Könyvtár, Brassó 1936);
- Kaptató (kisregény, 1966);
- Vadhajtás (kisregény, 1969).

Lefordította (Szikszai Gyulával) Ştefan Iureş–Carol Roman riportregényét (Örökifjú Kárpátok. Bukarest és Budapest, 1960).

## További irodalom
- Balogh Edgár: Még egyszer "A Dunamedence-kérdés hátlapjára". Korunk 1939/4; újraközölve Tordai Zádor–Tóth Sándor: Szerkesztette Gaál Gábor. Korunk-antológia. Bp. 1976. 165–69.
- Benedek Elek és Halász Sándor levélváltása. BLev. I. 1979. 69–70 és 253–54.
- Mózes Huba: A Brassói Lapok irodalomszolgálata 1927–1940 között. Nyelv- és Irodalomtudományi Közlemények 1980/1.